# Heinz Kluncker

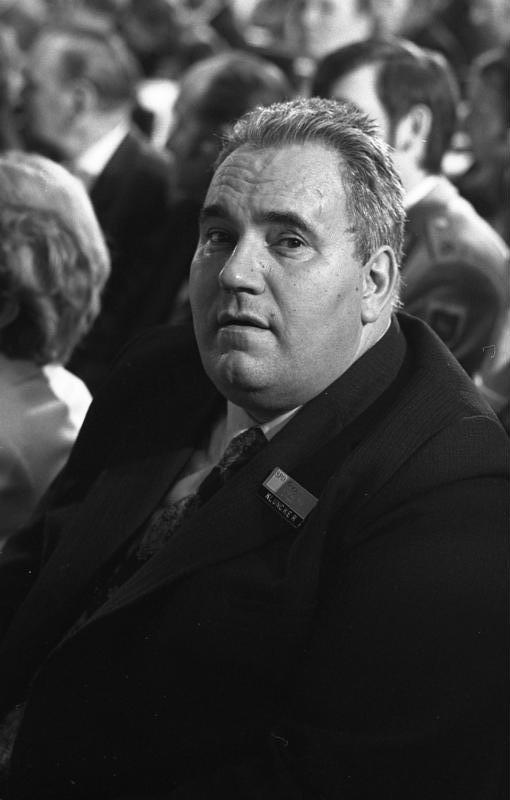
Heinz Kluncker, 1973

Heinz Kluncker (* 20. Februar 1925 in Barmen (heute zu Wuppertal); † 21. April 2005 in Stuttgart) war ein deutscher Gewerkschafter. Der gelernte Industriekaufmann war von 1964 bis 1982 Vorsitzender der ÖTV (heute ver.di) und für eine harte Tarifpolitik und nachdrückliche Vertretung von Arbeitnehmerforderungen bekannt. 1974 machte er bei Tarifverhandlungen mit der Regierung Willy Brandt Schlagzeilen, als er eine Lohnerhöhung von 11 Prozent durchsetzte, nachdem Müllwerker drei Tage gestreikt hatten.

## Leben
Der Sohn eines sozialdemokratischen Schlossers und einer Hausfrau wuchs als Einzelkind in Wuppertal auf. Dort schloss er 1939 die Volksschule ab und absolvierte eine Ausbildung zum Industriekaufmann im Textilgroßhandel. Er trat der HJ bei, was er später bedauerte. 1942 legte er eine Handlungsgehilfenprüfung ab und arbeitete als Expedient. 1943 wurde er zur Wehrmacht eingezogen. Im Juni 1944 desertierte er in der Normandie und begab sich in US-amerikanische Kriegsgefangenschaft, während der er zum Atlantiker wurde.
Nachdem Kluncker aus den USA nach Deutschland entlassen worden war, arbeitete er ab 1945 als Polizist für die Militärregierung. Illegalerweise engagierte er sich dort für die gewerkschaftliche Organisation und trat in die SPD ein. Anfang 1946 wurde er Parteisekretär der Wuppertaler SPD unter Robert Daum, der damals auch FDGB-Vorsitzender und später Oberbürgermeister war. Kluncker assistierte ihm und engagierte sich in der Gewerkschaft vor allem bei der Jugendarbeit.
Von 1949 bis 1951 studierte er Volks- und Betriebswirtschaft, Soziologie und Jura im 2. Kurs der Akademie für Gemeinwirtschaft in Hamburg. Während des Studiums war Heinz Oskar Vetter sein Kommilitone. Zu seinen akademischen Lehrern gehörten der Soziologe Helmut Schelsky sowie der spätere Bundesminister Karl Schiller. Ab 1953 war Kluncker Sachbearbeiter in der Tarifabteilung der ÖTV-Hauptverwaltung in Stuttgart, ab 1961 Mitglied im Vorstand.
Von 1964 an war er Vorsitzender der ÖTV, die damals 1,4 Millionen Mitglieder hatte. Bei seinem Amtsantritt war der 39-Jährige jüngster Gewerkschaftschef Deutschlands. Er konnte in harten Tarifkämpfen weitreichende und wegweisende Tarifabschlüsse erzielen. Dazu gehörte die Einführung der 40-Stunden-Woche und des 13. Monatsgehalts im Öffentlichen Dienst.
1964 nahm er als erster im DGB Kontakte zu kommunistischen Gewerkschaften Osteuropas auf. Seine Reise 1965 in das tschechoslowakische Karlsbad galt als politische Sensation. Später konferierte er mit dem FDGB der DDR und war der erste westdeutsche Gewerkschaftschef, der offizielle Beziehungen mit kommunistischen Gewerkschaften aufnahm. Während dies zur Entspannungspolitik der SPD passte, stieß seine Teilnahme an zwei Kongressen der polnischen Solidarność-Opposition auf deren Missbilligung. 

### „Kluncker-Runde“
1974 führte Kluncker den heftigsten Streik des Öffentlichen Dienstes: mit einem dreitägigen Streik der Müllwerker und Straßenbahner erreichte die ÖTV gegen den Willen von Bundeskanzler Willy Brandt eine Tariferhöhung von 11 %, wobei die Teuerungsrate im Februar 1974 zwischen 9 und 10 Prozent lag (Teuerungsrate für 1974: 6,9 %). Viele ÖTV-Mitglieder waren mit dem Ergebnis aber überhaupt nicht zufrieden. Beide verneinten aber, dass dies zu Brandts Rücktritt beigetragen habe.
Im Herbst/Winter zuvor hatte die erste Ölkrise zu einer Vervierfachung des Rohölpreises geführt (20–30 % höhere Preise für Benzin und für Diesel; höhere Preise für Heizöl); die Gewerkschaften argumentierten, dass der abzusehende Kaufkraftverlust der DM schon vorab durch diese kräftige Lohnerhöhung kompensiert werden müsse. Die Lohnrunde wurde auch als Kluncker-Runde bekannt. Viele Ökonomen warfen Kluncker bzw. den Gewerkschaften vor, mit diesem zu hohen Abschluss eine Lohn-Preis-Spirale in Gang gesetzt zu haben, unter anderem der damalige Bundesbank-Vizepräsident Otmar Emminger. Die Jahre darauf waren geprägt von Stagflation und Eurosklerose. 1979 kam es zu einer zweiten Ölkrise.
Von 1978 bis 1982 war Kluncker zugleich Vizepräsident der Internationalen Transportarbeiter-Gewerkschaft. Bis 1985 blieb er noch Chef der Internationale der Öffentlichen Dienste (IÖD). 1992 half Kluncker beim Aufbau unabhängiger Gewerkschaftsorganisationen in Kroatien.

### Rücktritt und letzte Jahre

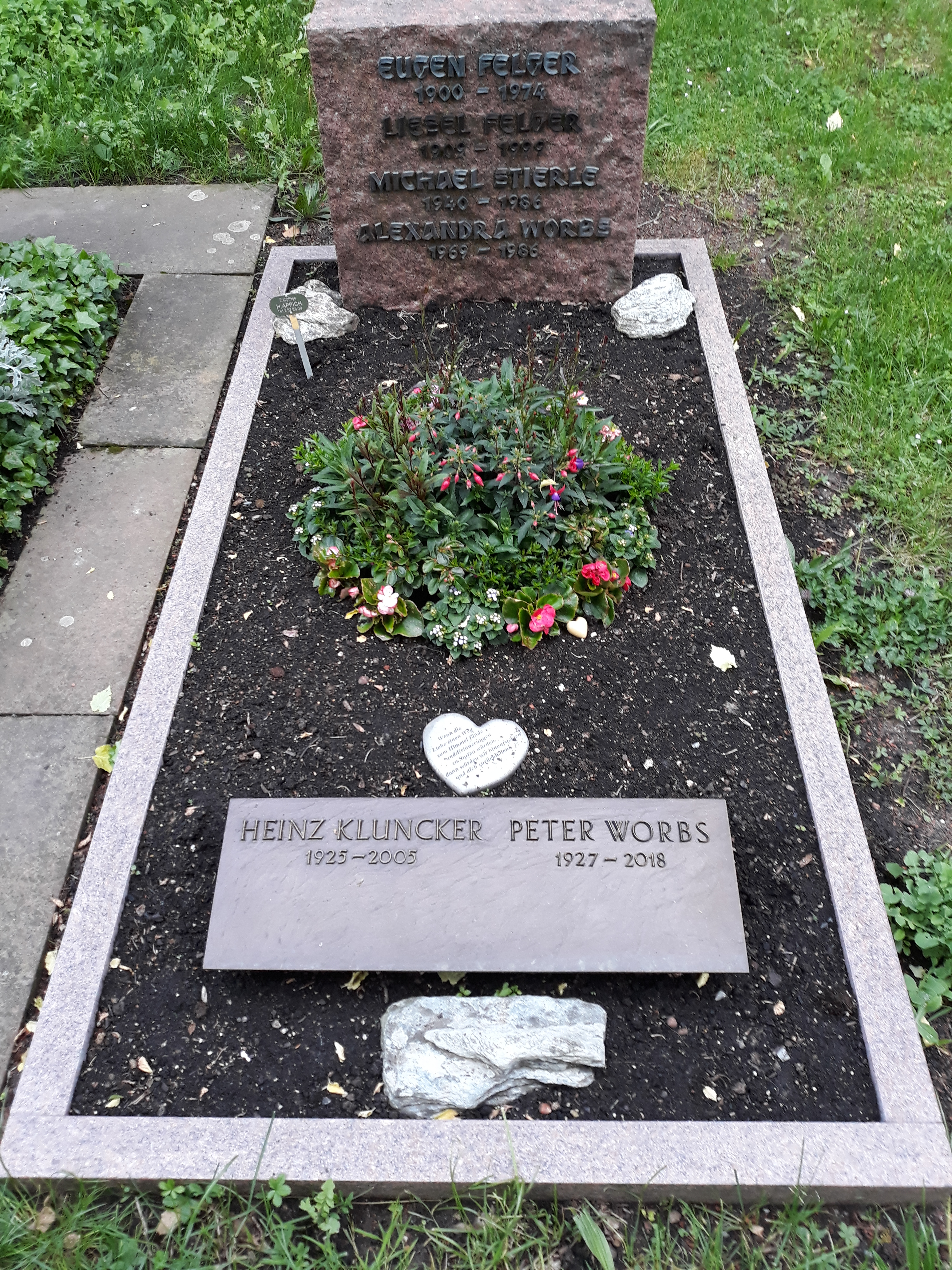
Das Grab von Heinz Kluncker, Pragfriedhof Stuttgart.

Am 2. Juni 1982 trat er auf ärztlichen Rat, aber für die Politik überraschend, von seinem Amt zurück. Er wog zu diesem Zeitpunkt 135 Kilogramm und hatte massive Herz-Kreislaufbeschwerden. Seine Nachfolgerin in der Funktion der Gewerkschaftsvorsitzenden wurde die von ihm empfohlene Monika Wulf-Mathies. In den 1980ern engagierte er sich auf Bitten von Willy Brandt (SPD-Parteivorsitzender von 1964 bis 1987) in der SPD-Programmkommission. Von 1990 bis 1995 war Kluncker der Vorsitzende des Seniorenrates.
In seinen letzten Lebensjahren lebte Kluncker zurückgezogen in Stuttgart. Er setzte sich 1983 und 1984 für Gewerkschaftsrechte in der Türkei ein und engagierte sich für eine Kinderklinik in Tuzla (Bosnien-Herzegowina). Lediglich beim ÖTV-Gewerkschaftstag 2000 trat er noch einmal öffentlich auf und warb für die Gründung von ver.di. Kluncker starb im April 2005 nach schwerer Krankheit, wenige Wochen nach seinem 80. Geburtstag.

## Ehrungen
Im Mai 2009 wurde in Wuppertal der untere Teil der Oberbergischen Straße in Heinz-Kluncker-Straße umbenannt.